# Kirchentellinsfurter Baggersee
Der Kirchentellinsfurter Baggersee – auch als Epplesee bekannt – ist ein Baggersee bei Kirchentellinsfurt im Landkreis Tübingen in Baden-Württemberg. Er wird heute als Badesee genutzt.

## Geographie

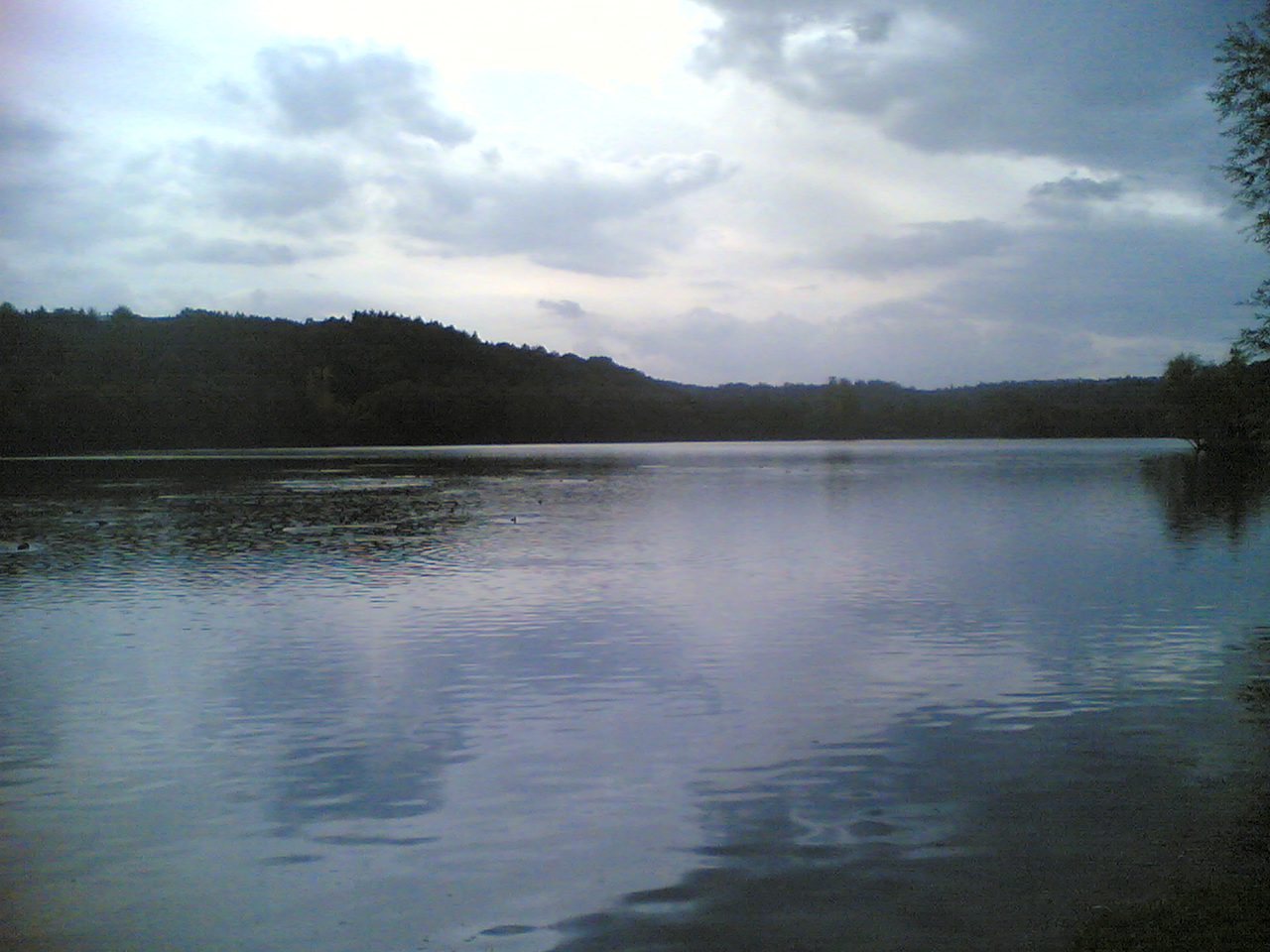
Kirchentellinsfurter Baggersee (Oktober 2009)

Der 1,2 km lange und bis zu 250 m breite, 28 ha große und 6 m tiefe Baggersee liegt auf 304 m ü. NHN an der linken Seite des dort am rechten Hangfuß fließenden Neckars. Er ist von 1929 bis 1984 durch Kiestagebau des Unternehmens Karl & Ernst Epple entstanden. Eingezwängt zwischen Schönbuch und B 27 auf der nordwestlichen Seite und dem Fluss auf der südöstlichen, füllt er dessen Talaue fast vollständig aus. 1984 wurde der Kiesabbau eingestellt.
Zum Naturschutz ist das Betreten des Südufers ganzjährig untersagt und das Befahren des Baggersees in der Zeit vom 1. November bis einschließlich 28. Februar.
Der Bahnhof Kirchentellinsfurt ist über einen 2,2 km langen Fußweg erreichbar.

## Badesee und Fischerei
Der See ist im Bereich der Liegewiese an der Nordwestseite öffentlich von 6 bis 22 Uhr zugänglich, Grillen ist an den Grillstellen erlaubt, das Wasser wird fortlaufend untersucht. Er hat im Jahr rund 100.000 Besucher und wird von zahlreichen Besuchern der Region zwischen den Großstädten Stuttgart, Tübingen und Reutlingen in ihrer Freizeit zum Baden, Angeln, Segeln und Surfen genutzt. Früher – um das Jahr 2011 die Ortsgruppe Herrenberg der DLRG – gewährleisteten Rettungsschwimmer ehrenamtlich die Sicherheit.
Im Jahr 2020 wurde der Kirchentellinsfurter Baggersee an den Fischereiverein Reutlingen verkauft. Hierzu übernahm der Verein 100 Prozent der Anteile an der Karl und Ernst Epple Kiesbaggerei GmbH & Co. KG, in deren Besitz der Epplesee ist. Aus Gründen haftungsrechtlicher Vorsorge und per Gemeinderatsbeschluss der Gemeinde Kirchentellinsfurt wurden die Treppen entfernt. Im Jahr 2022 installierte der Fischereiverein Reutlingen e.V. zwei neue Badeleitern und erneuerte den noch vorhandenen Einstieg mit Handlauf umfassend und den Badegästen einen komfortablen Einstieg in den See zu ermöglichen.
Nach einem Bericht des SWR vom 4. Mai 2022 soll das Baden im See attraktiver werden. Der Baggersee soll für Gäste besser erschlossen werden. Nach viel Streit mit den Eigentümern hat die Gemeinde ihre Pläne vorgestellt.
Die Gemeinde Kirchentellinsfurt hat sich mit dem Eigentümer auf ein Tourismuskonzept geeinigt. Ab Juli 2022 soll der See einen Biergarten haben, zwei Boccia-Bahnen, Fahrradparkplätze, sowie sanitäre Anlagen. Betrieben wird die Bewirtschaftung von der Gastronomie-Familie Vohrer aus Kusterdingen. Baden dürfen die Gäste an der Nordwestseite des Sees, die anderen betretbaren Uferabschnitte sind den Anglern vorbehalten.